# Velosolex
Velosolex är en fransk moped, eller egentligen en cykel med hjälpmotor, som ursprungligen tillverkades av företaget Solex. I Sverige kallas den ibland dansk knallert.

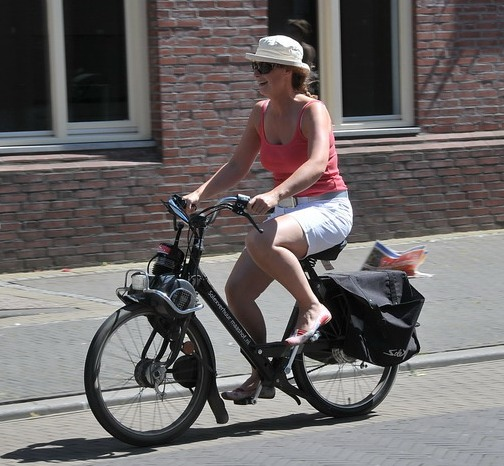
Velosolex 3800.

De första exemplaren tillverkades 1946 och hade en tvåtaktsmotor på 0,4 hästkrafter som överfördes till cykelns framhjul med hjälp av en rulle. Motorn kunde lyftas upp från hjulet så att mopeden kunde trampas som en cykel. Den släpptes ner med ett handtag när cykeln hade kommit upp i fart så att motorn startade. 
Mopeden hade fälgbroms på framhjulet med ett bromshandtag på styrer och trumbroms på bakhjulet som aktiverades när man trampade baklänges på pedalerna som på en cykel. Den hade ingen växellåda och inget gashandtag men motorn kunde strypas med hjälp av en snyftventil. Den gick på oljeblandad bensin som tillverkades av BP och såldes färdigblandad i vissa länder under namnet Solexine.
Senare modeller fick en motor på 0,7 hästkrafter, ljuddämpare och mindre hjul. Lyxmodellen från 1968 var blå eller röd med vita linjer, medan standardmodellen var svart med Velosolex i vitt mot röd bakgrund på luftfiltret. 
Mer än 8 miljoner exemplar har tillverkats i Frankrike, varav 800 000 monterades på en fabrik i Nederländerna och 200 000 på en fabrik i Danmark. Till Sverige importerades den från 1951 av Nymans cykelfabrik i Uppsala. Den kostade 675 kronor och blev snabbt populär bland bud och pressfotografer. Maxhastigheten var 25 kilometer i timmen och bensinförbrukningen 0,1 liter per mil.

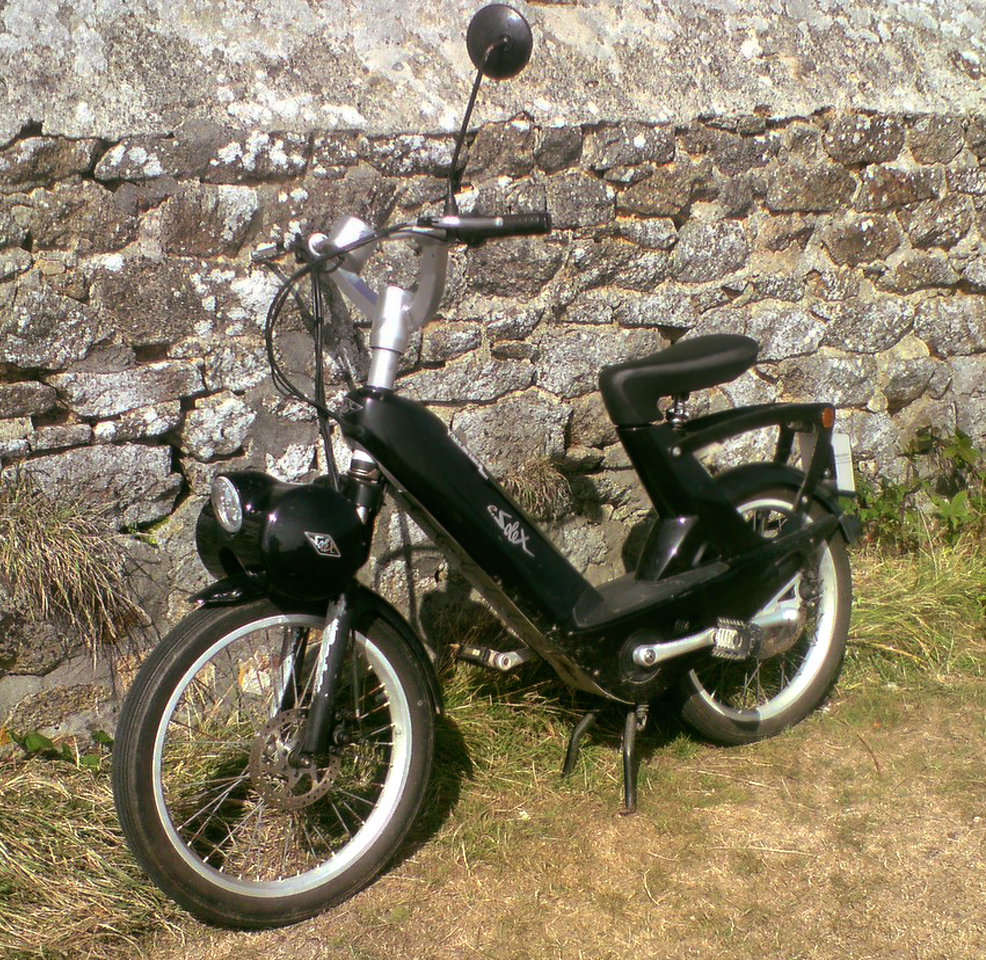
e-Solex.

År 1988 upphörde tillverkningen av  Velosolex i Frankrike, men den licenstillverkades i bland annat  Ungern, Indien och Kina. År 2004 såldes rättigheterna till Cible Group som anlitade Pininfarina till att skapa en ny eldriven moped. Den säljs under namnet e-Solex och har en elmotor på 400 watt och en topphastighet på 25 eller 35 kilometer i timmen.

## Eftermäle
Ett museum dedikerat  till Velosolex finns i Colijnsplaat i Nederländerna och ett i Waldenburg i Schweiz.
I filmen Min onkel från 1958 kör huvudpersonen Monsieur Hulot, spelad av Jacques Tati, på en Velosolex.